# Rupert Gould
Pour les articles homonymes, voir Gould.
Lieutenant Commander Rupert Thomas Gould (né le 16 novembre 1890 à Southsea, mort le 5 octobre 1948 à Canterbury) est un officier britannique de la Royal Navy, connu pour avoir restauré les horloges marines de John Harrison.
En 1947, il a reçu la médaille d’or du British Horological Institute.

## Vie privée
Il grandit à Southsea, près de Portsmouth, où son père est professeur de musique et organiste.
Le 9 juin 1917, il épouse Muriel Estall. Ils ont deux enfants, Cecil Gould (né en 1918) et Jocelyne (née en 1920). Il divorce en novembre 1927. Il passe ses dernières années à Barford St Martin près de Salisbury, où il met à profit ses compétences horlogères pour réparer et restaurer la défunte cloche de la tour de l’église.

## Carrière dans la marine
- À partir du 15 janvier 1906, il est sur le HMS Prince of Wales (1860), au Royal Naval College (Dartmouth).
- À Pâques 1907, étant le premier de sa classe, il devient midshipman, puis officier le 15 mai 1907.
- Il commence par servir sur le HMS Formidable (1898) et le HMS Queen (1902) (avec le captain David Beatty) en Méditerranée.
- Ensuite il est affecté en Chine, sur le HMS Kinsha, puis le HMS Bramble.
- Il choisit la filière "Navigation", et, après avoir obtenu la qualification d’officier de navigation, sert sur le HMS King George V (1911) et le HMS Achates (1912) jusqu'au déclenchement de la Première Guerre mondiale, époque à laquelle, atteint de dépression nerveuse, il est mis en congé pour raison médicale. Durant sa convalescence, il est employé à l'Amirauté, où il devient un expert de différents aspects de l'histoire navale, de la cartographie et des expéditions dans les régions polaires.

## Restaurateur d’horloges
Rupert Gould est surtout connu pour avoir restauré à ses frais les quatre chronomètres de marine de John Harrison. Ce travail, auquel il consacra douze ans, de 1920 à 1932, est mentionné par Dava Sobel dans son livre Longitude puis évoqué dans un téléfilm britannique, où Jeremy Irons joue le rôle de Gould.

## Vulgarisateur
Il fut aussi un vulgarisateur scientifique. Il donna une série d’entretiens pour l’émission Children's Hour de la BBC à partir de janvier 1934, sous le nom The Stargazer. La réunion de ces entretiens a été publiée. Il fut aussi un membre du Brains Trust de la BBC.
De plus, il a écrit une série de livres sur toutes sortes de sujets, allant de l’horlogerie au monstre du loch Ness.

## Œuvres
- (en) The Marine Chronometer. Its History and Development. Histoire détaillée du chronomètre et de ses pionniers, John Harrison, Thomas Mudge, Thomas Earnshaw et John Arnold.
  - Édition originale : London, J. D. Potter, 1923. En Frontispice portrait de John Harrison, 39 planches de photos, 85 dessins de Gould sur planches, XVI+287 p.  (ISBN 0-907462-05-7).
  - Rééditions : Holland Press, Londres, 1960, 1971, 1973, 1976, 1978 ; Antique Collectors' Club Ltd, 401 p., 1989,  (ISBN 0907462057)
- (en) John Harrison and His Timekeepers, Greenwich: National Maritime Museum, 1978. Réimprimé en édition séparée de The Mariner's Mirror, Londres, 1935. Vol. XXI No. 2 April The Quarterly Journal of the Society for Nautical Research,  (ISBN 0905555163) (OCLC 17838900). Il s'agit du texte de conférences données en 1935.
- (en) Oddities: A Book of Unexplained Fact. Chapitres : The Moving Coffins in the vault at Barbados; The ship seen on the ice; Mersenne's Numbers; The Wheel of Orffyreus; The wizard of Mauritius; The Berbalangs of Cagayan Sulu; Crosse's Acari; The Phrophecies Of Nostradamus etc.
  - Édition originale : Philip Allan & Co. Ltd., illustrations n/b. in-8°, 336 p., 1928.
  - Rééditions : édition révisée, London, Geoffrey Bles, 1945 ; Bell Publishing Company, New York ; Kessinger Publishing LLC softcover 2003-03-10  (ISBN 0766136205) (OCLC 907423637) ; University Books New Hyde Park NY: University Books, 1966.
- (en) Enigmas: Another Book of Unexplained Facts. Chapitres : There were Giants in those Days ; Three Strange Sounds: The Cry of Memnon, Parry's Cannon, The Barsial Guns ; Old Parr and others ; Landfall of Columbus ; Bealings Bells ; "Victoria Tragedy ; Last of the Alchemists ; Abraham Thornton Offers Battle ; Canals of Mars.
  - Édition originale : Londres, Philip Allan 1929.
  - Rééditions : Geoffrey Bles, Londres, 1946. 231p. ; University Books New Hyde Park NY, 1965, 248 p. ; Lyle Stuart 1976-06.
- (en) The Case for the Sea Serpent, Londres, Philip Allan, 1930.
- (en) Unexplained Facts: Enigmas and Curiosities, Random House Value Publishing, Hardcover,  (ISBN 0517310813) (OCLC 5831271) ; Bell Pub. Co., 1980, 248 p.
- (en) The Stargazer Talks, London, Geoffrey Bles, 1943. Chapitres : Devils Hoofprints, the Indian rope trick and The Siberian Metoerite. 128 pages.
- (en) Leonardo's Mountain of Clams and the Diet of Worms : Essays on Natural History, Harmony Books, 1998, 422 p.,  (ISBN 0609601415).
- (en) The Loch Ness Monster and Others.
  - Édition originale : London, Geoffrey Bles, 1934.
  - Réédition : avec introduction de Leslie Shepard, University Books New York, NY, 1969 et 1976,  (ISBN 0-8065-0555-9).
- (en) Captain Cook, Duckworth Publisher London, 1978, in-8°, 128 p.,  (ISBN 0715610619) (OCLC 4795124).
- (en) More oddities and enigmas, Secaucas (NJ): University Books, 1973, 128 p.,  (ISBN 0821602101).

## Sources
- (en) Article en anglais
- (en) Jonathan Betts, Senior Specialist, Horology, National Maritime Museum / Royal Observatory, Greenwich, Time Restored - The Harrison Timekeepers and R.T.Gould, the man who knew (almost) everything, Oxford University Press and National Maritime Museum, 2006,  (ISBN 0-19-856802-9). Extraits : voir l'article John Harrison (1693–1776) and Lt. Cdr Rupert T. Gould R.N. (1890–1948).
- (en) Oxford Dictionary of National Biography